# 中国人民解放军军事工程学院校友列表

## 两院院士
- 慈云桂 - 学部委员 计算机专家 教育家 中国第一台数字计算机和第一台亿次级巨型机研制者
- 任新民 - 学部委员 国际宇航科学院院士导弹总体和液体发动机技术专家中国导弹与航天技术的重要开拓者之一
- 庄逢甘 - 学部委员 国际宇航科学院院士 空气动力学家 中国空气动力学研究领域的主要开拓者之一
- 梁守槃 - 学部委员 国际宇航科学院院士 导弹总体和发动机技术专家 中国导弹与航天技术的重要开拓者之一
- 周兴铭 - 学部委员 计算机专家 教育家 中国银河系列巨型机主要研制者之一（专题）
- 文圣常 - 学部委员 物理海洋学家 教育家 中国海浪研究领域的开拓者
- 钱七虎 - 工程院院士 防护工程及地下工程专家中国跨度最大抗力最高的地下飞机库钢筋混凝土防护门设计者
- 李鸿志 - 工程院院士 兵器科学与技术专家 教育家 中国中间弹道学的创始人
- 朱起鹤 - 科学院院士 物理化学家 教育家
- 王兴治 - 工程院院士 飞行器总体设计专家 著名反坦克导弹专家 是中国这一领域的开拓者和学术带头人
- 杨士莪 - 工程院院士 水声工程专家 教育家 中国水动力噪声研究的开拓者和水声专业创建人之一
- 李　明 - 工程院院士 飞机自动化设计专家 中国多种型号国产歼击机的总设计师
- 郭桂蓉 - 工程院院士 通信与电子系统专家 教育家
- 徐滨士 - 工程院院士 机械工程专家 教育家
- 顾懋祥 - 工程院院士 船舶与海洋工程专家 主持研制成功了世界上第一艘气垫船及中国第一艘单水翼艇
- 陈火旺 - 工程院院士 数理逻辑学家计算机专家中国第一个Fortran编译程序设计者银河Ⅰ软件系统总体设计师
- 高伯龙 - 工程院院士 理论物理学家 教育家
- 赵伊君 - 工程院院士 光学专家 教育家
- 卢锡城 - 工程院院士 计算机学专家 教育家 银河系列巨型机主要研制者之一
- 李钊 - 工程院院士 地震爆破专家 中国防坦克地雷和快速机动布雷系统的研制
- 钟山 - 工程院院士 制导系统工程专家 中国某型防空导弹武器系统总设计师
- 彭先觉 - 工程院院士 原子核物理学专家
- 王泽山 - 工程院院士 火药专家 教育家
- 庄逢辰 - 科学院院士 火箭发动机和工程热物理专家 教育家 中国液体火箭发动机喷雾燃料学科体系的奠基人
- 高玉臣 - 科学院院士 固体力学专家 教育家
- 宫先仪 - 工程院院士 水声工程专家 核潜艇和新型常规动力潜艇三代主战声纳的领导研制者潜艇声纳的奠基人
- 顾金才 - 工程院院士 岩土工程与防护工程地质力学模型试验研究专家
- 郑颖人 - 工程院院士 岩土工程专家 教育家 中国军队地下工程的学术奠基人
- 王哲荣 - 工程院院士 坦克车辆设计专家 中国第三代主战坦克副总设计师兼总体组长
- 潘德炉 - 工程院院士 海洋遥感专家 中国海洋水色遥感科学和遥感模拟仿真科学的奠基人之一
- 邢球痕 - 科学院院士 固体火箭发动机专家
- 卢柯 - 科学院院士 材料科学专家 纳米技术专家 在纳米材料研究领域取得了突破性的成果（专题）
- 陆埮 - 科学院院士 天体物理学家 教育家 在天体物理等研究领域成果卓著
- 刘怡昕 - 工程院院士 火炮设计专家 教育家 中国军队初级指挥院校第一位将军教员（专题）
- 宋文骢 - 工程院院士 飞机设计专家
- 方滨兴 - 工程院院士 通信与信息安全技术专家
- 黄瑞松 - 工程院院士 导弹技术专家 C803总设计师
- 徐玉如 - 工程院院士 船舶与潜艇操纵性能研究专家 中国第一艘深潜救生艇主要研制者之一
- 马远良 - 工程院院士 水声工程专家 教育家 中国水中兵器专业第一位博士生导师
- 王景全 - 工程院院士 渡河工程专家 教育家

## 中共中央委员
- 张云川 - 哈军工 海军十二 国防科工委 主任
- 白克明 - 哈军工 导弹十 中共河北省委员会 书记
- 俞正声 - 哈军工 导弹十一 中共湖北省委员会 书记 上海市委书记 中央政治局常委 政协主席
- 唐天标 - 哈军工 工程兵 八 总政治部 副主任（上将）
- 李安东 - 哈军工 空军十三 总装备部 副部长（中将）
- 迟万春 - 哈军工 空军十三 总装备部 政委（中将）
- 虞云耀 - 哈军工 原子六 中共中央组织部 副部长
- 廖晖 - 哈军工 导弹八 国务院港澳办公室 主任
- 刘石泉 - 哈工程 导弹78级 中国航天066基地 副总经理
- 苏树林 - 哈工程 管理96 中石油天然气总公司 副总裁
- 温熙森 - 国防科大教授 国防科技大学 校长（中将）
- 黄丽满 - 哈军工 导弹十二 中共广东省委 副书记兼深圳市委书记
- 黄献中 - 哈军工 导弹十二 沈阳军区政委（中将）
- 彭小枫 - 哈军工 导弹十一 国防大学 副政委（中将）
- 徐才厚 - 哈军工 电子十一 中央军委 副主席（上将）

## 将军（部分）
- 陈赓大将 -  1955 哈军工首任院长兼政委 1952-1961
- 谢有法中将 -  1955 哈军工原政委 1958-1966
- 刘居英少将 -  1955 哈军工第二任院长 1954-1970
- 刘有光少将 -  1955 哈军工原副政委 1954-1957
- 唐铎少将 -  1955 空军工程系主任 1953-1964
- 唐凯少将 -  1955 工兵工程系主任 1952-1958
- 李开湘少将 -  1955 哈军工副政委 1957-1966
- 贺振新少将 -  1955 炮兵工程系政委 1952-1960
- 李懋之少将 -  1961 哈军工副院长 1952-1966
- 张衍少将 -  1961 哈军工政治部主任 1952-1966
- 徐立行少将 -  1964 哈军工首任教育长 1952-1962
- 张子明少将 -  1961 哈军工教育长 院副政委 1954-1966
- 徐介藩少将 -  1961 装甲兵工程系系主任 1952-1960
- 薛克忠少将 -  1961 工程兵工程系系主任 1958-1961
- 吴振挺少将 -  1961 工程兵工程系副主任 1952-1954
- 孙三少将 -  1955 高级班学员
- 徐才厚上将 -  1999 中央军委 副主席
- 唐天标上将 -  2000 总政副主任
- 谢光中将 -  1990 军工一期 国防科工委副主任
- 杨桓中将 -  1990 海 一期 二炮副司令
- 粟前明中将 -  1993 军工四期 二炮副司令
- 周友良中将 -  1994 总后副部长
- 沈椿年中将 -  1994 军工二期 国防科工委副主任
- 臧穗中将 -  1995 兰州军区空军政治委员 NEW！
- 陈达植中将 -  1997 国防科工委副主任 总装副部长
- 李凤洲中将 -  1998 总装某基地司令 总装科技委副主任
- 罗东进中将 -  1999 军工七期 二炮副政委
- 粟戎生中将 -  1999 北京军区副司令
- 彭小枫中将 -  国防大学副政委 第二炮兵政委
- 金矛中将 -  海军装备部部长 海军副司令
- 李安东中将 -  总装副部长
- 张翔中将 -  2001 二炮副司令
- 张建启中将 -  2003 酒泉卫星发射中心司令员 总装副部长
- 刘德普少将 -  　 酒泉卫星发射中心高级工程师
- 包富红少将 -  1993 某基地司令员 第二炮兵工程学院原院长 第二炮兵原副参谋长
- 钟玉征少将 -  1993 （女）防化指挥工程学院教授
- 杨俊生少将 -  1996 （女）武警技装部长 技术开发部主任
- 邓先群少将 -  1992 （女）总政群工部部长
- 霍玲少将 -  2002 （女）军工十三期 海军某部总工程师
- 叶选宁少将 -  总政联络部部长
- 陈丹淮少将 -  总装备部科技委专职委员
- 陈知建少将 -  重庆警备区副司令员
- 刘太行少将 -  空军指挥学院副院长
- 傅玉春少将 -  　 空军指挥学院原副院长
- 王苏民少将 -  防化指挥学院副院长 中央警卫局副局长
- 过传义少将 -  军工二期 海军装备部部长
- 王小闯少将 -  海军装技部副部长
- 周培根少将 -  总参原工程兵部部长
- 蔡康生少将 -  总参原装甲兵部副部长
- 华钟亮少将 -  总参原防化学兵部副部长
- 钱七虎少将 -  南京工程兵学院院长 总参科技委副主任 院士
- 李创少将 -  1994 工程兵技术装备研究所所长 院士
- 郑颖人少将 -  空军工程学院 后勤工程学院教授 院士
- 顾金才少将 -  2001 岩土工程与防护工程专家 院士
- 王景全少将 -  工程兵工程学院教授 院士
- 王耀华少将 -  工程兵工程学院院长
- 刘怡昕少将 -  南京炮兵学院教授 院士
- 徐滨士少将 -  装甲兵工程学院副院长　院士
- 臧克茂少将 -  装甲兵工程学院教授
- 马世宁少将 -  装甲兵工程学院教授 表面工程专家
- 王精业少将 -  装甲兵工程学院教授
- 黄庆华少将 -  装甲兵工程学院院长
- 刘世参少将 -  1994 军工四期 装甲兵工程学院院长（回族）
- 梁永生少将 -  装甲兵工程学院院长
- 王洪光少将 -  1998 总参兵种部副部长 装甲兵工程学院院长
- 范兆东少将 -  核试验基地政治部主任 装甲兵工程学院政委
- 王良曦少将 -  装甲兵工程学院教授
- 商燮尔少将 -  防化研究院副院长
- 陈海平少将 -  防化指挥工程学院教授
- 王锡仁少将 -  1988 军工六期 防化指挥工程学院院长
- 孙忠敏少将 -  　 防化指挥工程学院副院长
- 吴建国少将 -  　 防化指挥工程学院教授
- 董滨江少将 -  　 防化指挥工程学院教授
- 张必训少将 -  总参三部研究员
- 谭国玉少将 -  总参工程兵指挥学院院长
- 王惠宗少将 -  通信指挥学院院长
- 李秉桥少将 -  海军航空工程学院院长
- 张最良少将 -  1994 军事科学院军事运筹所研究员
- 谢名苞少将 -  中国载人航天工程办公室主任
- 唐正其少将 -  1990 西北某空军试验基地司令员
- 黄序少将 -  科工委某空气动力研究试验基地司令员
- 王昌祺少将 -  1988 科工委某空气动力研究试验基地司令员
- 杨易正少将 -  科工委某空气动力研究试验中心副主任
- 马国惠少将 -  某核试验基地司令员 总装后勤部部长
- 喻铭德少将 -  1996 某核试验基地研究员
- 张寿刚少将 -  国防科工委江阴远洋测量船基地政委
- 王惠悫少将 -  1988 海军某试验基地司令员
- 李文光少将 -  　 军工九期 海军某试验基地司令员
- 王超凡少将 -  　 海军某试验基地副司令员
- 霍恩俊少将 -  　 工兵工程系一期 总参工程兵部副部长 部长 保利集团公司董事
- 施元龙少将 -  1993 工程兵工程学院副院长 院长
- 徐飞少将 -  　 工兵工程系一期 工程兵工程学院教授
- 刘光寰少将 -  　 工程兵工程学院教授
- 李汉斌少将 -  　 工程兵工程学院教授
- 李金勇少将 -  　 工程兵工程学院院长
- 徐阿文少将 -  　 计算机工程系十三届 某海军基地参谋长
- 聂庆荣少将 -  　 安徽省军区副司令员
- 王树宗少将 -  　 海军工程大学兵器工程系教授
- 王大华少将 -  2003 海军工程大学兵器工程系教授
- 蒋兴舟少将 -  2003 海军工程大学兵器工程系教授
- 王应林少将 -  1990 军事经济学院教授 副院长
- 王祖光少将 -  　 军械工程学院副院长
- 王允刚少将 -  　 海军技术装备部部长
- 刘凤山少将 -  　 军工九期 空军技装部部长 空军工程大学校长
- 刘家斌少将 -  　 成都军区空军装备技术部部长
- 孙柏林少将 -  　 军事科学院军事系统工程专家 NEW！
- 余鲁生少将 -  　 54军副军长 广东省军区副司令员
- 赵连臣少将 -  　 青海省 陕西省军区政委
- 曾晓安少将 -  　 北海舰队航空兵政委 海军航空兵政治部主任
- 李乃奎少将 -  　 国防大学教授 全军军事运筹学副理事长
- 李呈良少将 -  　 军工八期 第二炮兵装备部科研部总工程师
- 黄宁少将 -  　 国防科工委综合计划部副部长 NEW！
- 高学敏少将 -  　 导 十三期 海军工程大学政委 NEW！
- 卓一鹏少将 -  　 国防科工委原训练部部长
- 严江枫少将 -  　 中国驻朝鲜大使馆武官
- 刘中山中将 -  1993 国防科大政委
- 陈启智中将 -  1994 国防科大校长 火箭发动机专家
- 迟万春中将 -  2001 国防科大政委 总装政委
- 郭桂蓉中将 -  2000 国防科大校长 总装科技委副主任 院士
- 温熙森中将 -  2001 国防科大现任校长 机电工程专家
- 黄献中中将 -  2004 国防科大政治部主任 政委 沈阳军区政委
- 张良起少将 -  1988 国防科大校长 航空航天与自控专家
- 夏铭智少将 -  国防科大副校长
- 朱宗德少将 -  国防科大副校长
- 张惠均少将 -  国防科大副校长
- 张银福少将 -  国防科大副校长
- 沈永平少将 -  国防科大副校长
- 曹秉晋少将 -  国防科大副校长 合肥炮兵学院院长
- 汪浩少将 -  1988 国防科大政委
- 赵吉祥少将 -  国防科大政委
- 欧阳学德少将 -  国防科大副政委
- 于起龙少将 -  国防科大四院政委 国防科大副政委
- 吴昌孝少将 -  国防科大政治部主任 校副政委
- 唐江少将 -  国防科大 国防大学政治部主任
- 王庆录少将 -  国防科大政治部主任
- 邹征远少将 -  　 国防科大政治部副主任
- 李金胜少将 -  　 国防科大政治部副主任
- 马望星少将 -  2003 国防科大政治部副主任
- 吴国平少将 -  1988 国防科大训练部部长
- 段才正少将 -  国防科大一系副主任 校务部部长
- 肖兵少将 -  国防科大校务部部长
- 刘仲瑞少将 -  国防科大教育长
- 周良柱少将 -  国防科大副教育长
- 刘乔一少将 -  国防科大副教育长
- 邹鹏少将 -  国防科大副教育长
- 高勇少将 -  国防科大
- 张育林少将 -  国防科大一系78级 研究生院院长 装甲兵技术学院院长 酒泉基地司令员
- 曾淳少将 -  2003 国防科大研究生院院长
- 任萱少将 -  1997 国防科大一院教授 航天专家
- 甘楚雄少将 -  国防科大一院教授 火箭专家
- 庄逢辰少将 -  国防科大一系 装备指挥技术学院教授 院士
- 常显奇少将 -  军工八期 国防科大一系教授 装备指挥技术学院院长
- 冯春祥少将 -  国防科大五系教授 一院教授 材料专家
- 陆寅初少将 -  国防科大一系教授
- 薛鸿陆少将 -  国防科大二院教授 爆炸力学专家
- 张若棋少将 -  国防科大二院教授
- 李圣怡少将 -  国防科大三院院长 微机电工程专家
- 常文森少将 -  国防科大三院教授 磁悬浮专家
- 窦文华少将 -  国防科大三系主任 六院副院长
- 孙仲康少将 -  国防科大四院教授
- 沈振康少将 -  国防科大四院教授
- 孙茂印少将 -  国防科大四系主任 四院教授
- 梁甸农少将 -  国防科大四院教授 雷达专家
- 皇甫堪少将 -  国防科大四院教授 数字信号处理专家
- 庄钊文少将 -  国防科大四院院长 卫星导航与雷达专家
- 乐道斌少将 -  2005 国防科大四院政委
- 沙基昌少将 -  2000 国防科大教授 七系主任 五院院长
- 陈福接少将 -  国防科大六系主任 六院教授 计算机专家
- 胡守仁少将 -  国防科大六系副主任 计算机专家
- 于同兴少将 -  国防科大六系政委
- 王振青少将 -  国防科大六系副主任
- 周兴铭少将 -  国防科大六院教授 院士
- 陈火旺少将 -  1990 国防科大六院教授 计算机专家 院士
- 齐治昌少将 -  1996 国防科大六院教授 教务长 副校长
- 卢锡城少将 -  1998 国防科大六院院长 副校长 院士
- 金士尧少将 -  国防科大六院教授 计算机专家
- 王兵山少将 -  国防科大六院教授
- 黄克勋少将 -  国防科大六院教授
- 吴泉源少将 -  国防科大六院教授
- 李思昆少将 -  国防科大六院教授
- 刘光明少将 -  国防科大六院教授
- 杨晓东少将 -  国防科大六院教授
- 刘世恩少将 -  国防科大六院政委
- 杨学军少将 -  2004 国防科大六院院长
- 高伯龙少将 -  国防科大七院教授 理论物理学家 院士
- 柳克俊少将 -  军工教授 国防科大七系教授 海军某研究中心总工
- 周家骅少将 -  国防科大教授
- 徐行少将 -  国防科大教授
- 郭景秀少将 -  国防科大教授
- 李尚福少将 -  国防科大四系78级 西昌基地司令员
- 刘光生少将 -  2003 国防科大一系73级 第二炮兵工程学院副院长